# Calidus B-250
Calidus B-250 je perspektivní cvičný a lehký útočný letoun vyvíjený společností Calidus ze Spojených arabských emirátů ve spolupráci s brazilskou společností Novaer. Mimo jiné slouží k poskytování blízké palebné podpory, protipovstaleckým a protiteroristickým operacím, výcviku, nebo průzkumu.

## Vývoj

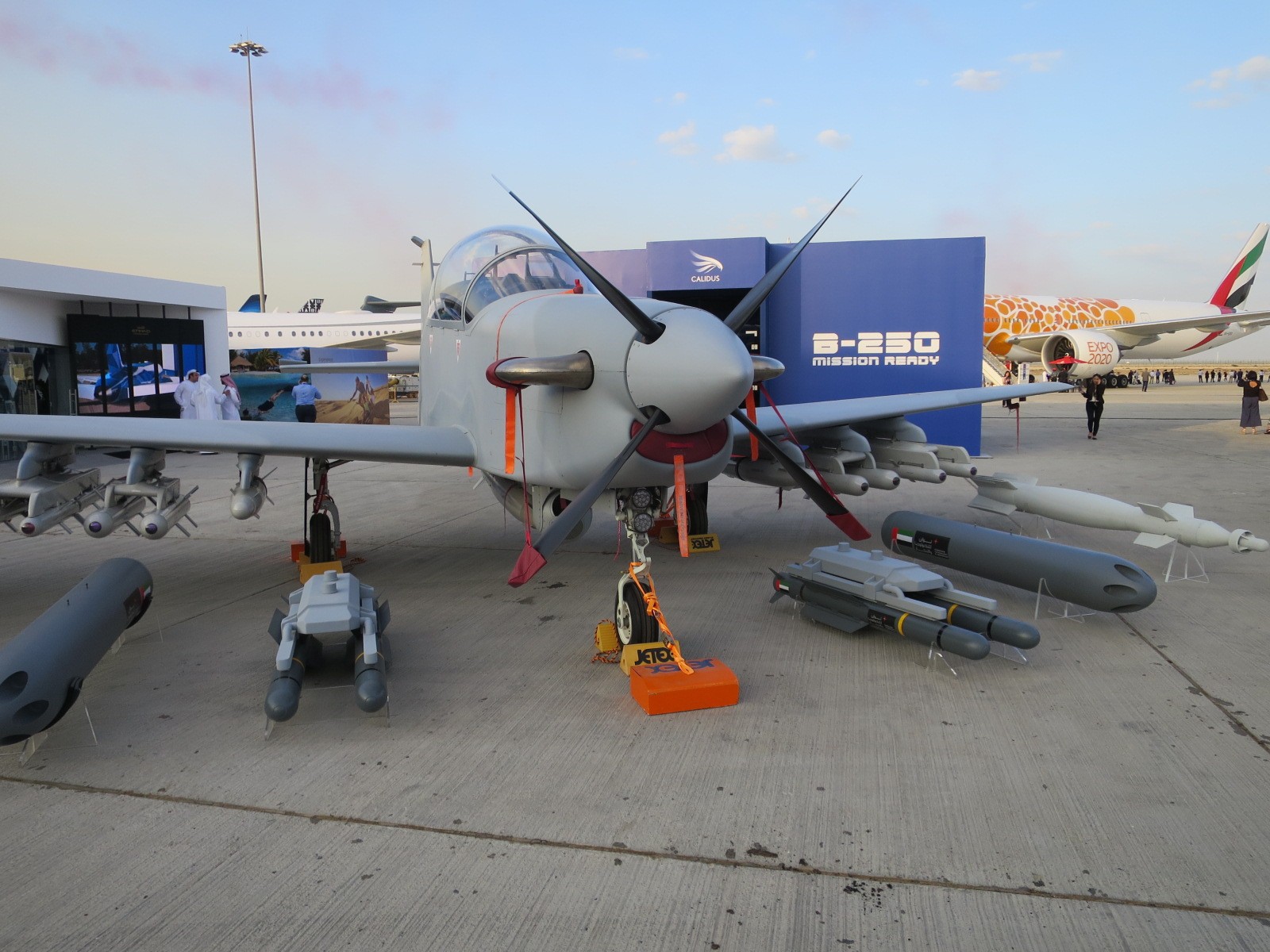
Calidus B-250

Vývoj letounu Calidus B-250 byl zahájen roku 2015. Probíhá v široké mezinárodní spolupráci. Zatímco Calidus je hlavním investorem, samotný letoun navrhla brazilská společnost Novaer. V čele společnosti Novaer stál Joseph Kovács (1926–2019), který se podílel i na vývoji letounu stejné kategorie Embraer Tucano. První let prototypu B-250 se uskutečnil v červenci 2017. Závod na sériovou výrobu letounů společnost Calidus plánovala umístit do města Al-Ajn. Veřejnosti byl letoun poprvé představen v listopadu 2017 na výstavě Dubai Airshow. V té době už výrobce provozoval dva prototypy. První dva prototypy byly vyrobeny v Brazílii. Cvičná verze letounu dostala označení Calidus B-250T.
První objednávka B-250 byla podepsána roku 2019 na veletrhu Dubai Airshow. Pro letectvo Spojených arabských emirátů bylo objednáno 12 strojů s opcí na dalších 12. Kontrakt měl hodnotu 620 milionů dolarů. Byl to první případ, kdy země objednala vojenský letoun domácí výroby.
V roce 2021 na veletrhu Dubai Airshow výrobce letounu představil maketu útočného letounu Calidus B-350, které je zvětšeným derivátem B-250, vybaveným silnějším motorem PW127 a dvanácti závěsníky pro výzbroj.
Zálet prvního sériového letounu je plánován na rok 2025.

## Popis
B-250 je rozměrný jednomotorový dolnoplošník se zatahovacím příďovým podvozkem. Dvoučlenná posádka sedí v tandemovém uspořádání na vystřelovacích sedačkách Martin Baker. Kokpit je vybaven avionikou Rockwell Collins Pro Line Fusion II, včetně dotykových obrazovek a průhledového displeje. Může být vybaven balistickou ochranou posádky, senzorovou hlavicí Wescam MX-15 a výzbrojí podvěšenou na sedmi závěsnících. Turbovrtulový motor Pratt & Whitney Canada PT6A-68 o výkonu 1600 shp roztáčí čtyřlistou vrtuli.

## Specifikace

### Technické údaje
Citováno dle
- Posádka: 2
- Rozpětí: 12,1 m
- Délka: 10,88 m
- Výška: 3,79 m
- Pohonná jednotka: 1× turbovrtulový motor Pratt & Whitney Canada PT6A-68
- Výkon pohonné jednotky: 1600 shp

### Výkony
- Maximální rychlost: 557 km/h
- Dolet: 4500 m
- Dostup: 9000 m

### Výzbroj
- 7 závěsníků pro 1796 kg výzbroje